# 恩佐·巴洛科
恩佐·巴洛科（義大利語：Enzo Barlocco，1944年2月16日—），意大利前男子水球运动员。他曾代表意大利国家队参加1968年夏季奥林匹克运动会水球比赛，结果获得第四名。